# 두르베 전투

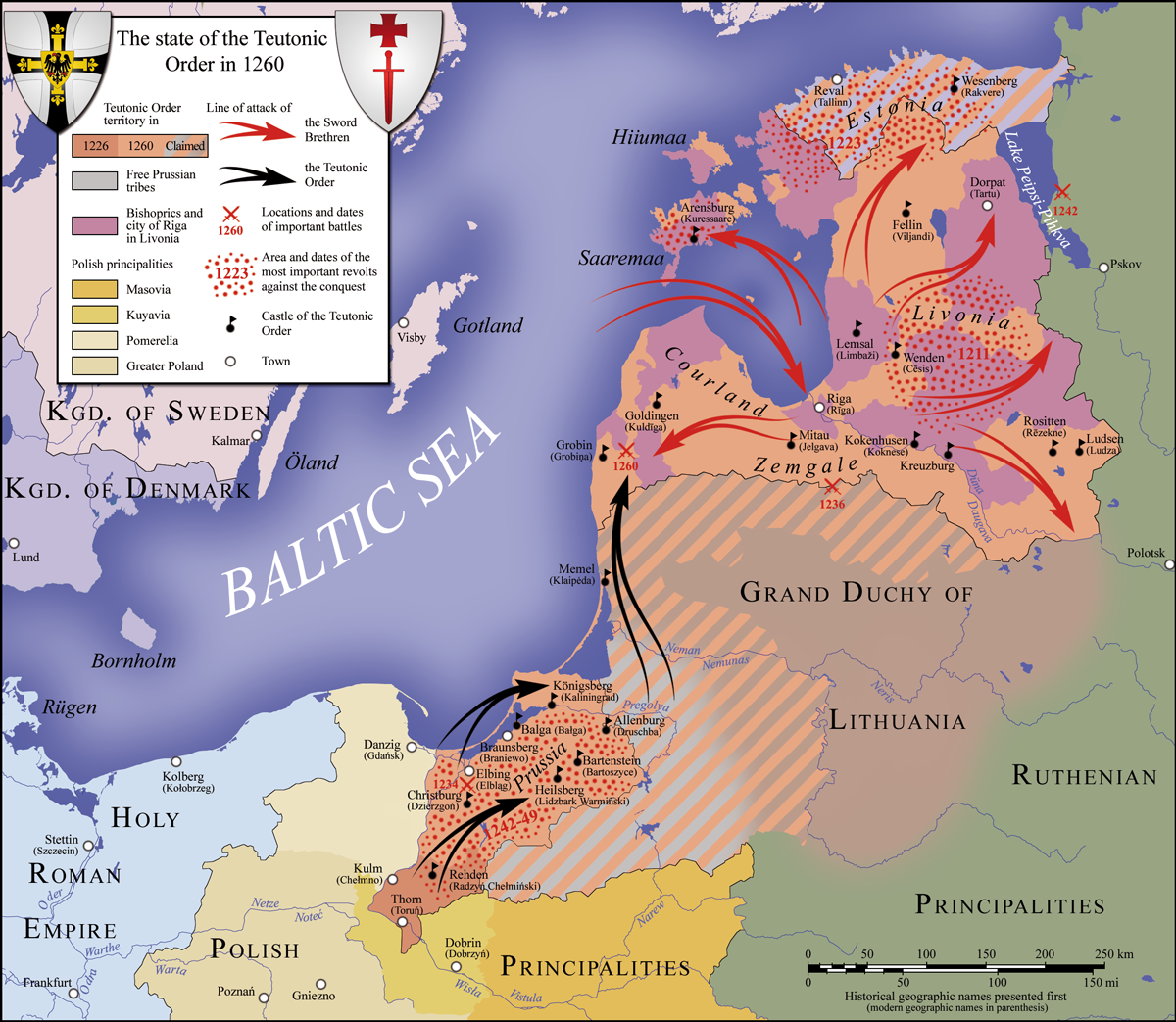
13세기 튜턴 기사단의 군사 활동

두르베 전투(라트비아어: Durbes kauja, 리투아니아어: Durbės mūšis, 독일어: Schlacht an der Durbe, 영어: Battle of Durbe)는 리보니아 십자군 기간 동안 현재 라트비아에 있는 리에파야에서 동쪽으로 23km 떨어진 두르베 근처에서 벌어진 중세 전투이다. 1260년 7월 13일, 사모기티아인들은 프로이센 (지역)의 튜턴 기사단과 리보니아의 리보니아 기사단의 연합군을 완전히 격파했다. 리보니아의 거장 부르크하르트 폰 호른하우젠(Burkhard von Hornhausen)과 프로이센 육군 원수 하인리히 보텔(Heinrich Botel)을 포함하여 약 150명의 기사가 사망했다. 이는 13세기 기사단의 가장 큰 패배였다. 두 번째로 큰 규모의 아이스크라우클레 전투에서는 71명의 기사가 사망했다. 이 전투는 프로이센 대봉기(1274년 종료)와 세미갈리아인(1290년 항복), 쿠로니아인(1267년 항복), 오셀리아인(1261년 항복)의 반란을 불러일으켰다. 이 전투는 20년간의 리보니아 정복을 무너뜨렸고 리보니아 기사단이 통제권을 회복하는 데 약 30년이 걸렸다.